# Mauvezin-de-Prat
Mauvezin-de-Prat – miejscowość i gmina we Francji, w regionie Oksytania, w departamencie Ariège.
Według danych na rok 1990 gminę zamieszkiwały 52 osoby, a gęstość zaludnienia wynosiła 28 osób/km² (wśród 3020 gmin regionu Midi-Pireneje Mauvezin-de-Prat plasuje się na 1011. miejscu pod względem liczby ludności, natomiast pod względem powierzchni na miejscu 1723.).